# Mehmet Öz
Mehmet Cengiz Öz (turcă Öz, pronunțat [mehˈmet dʒenˈɟiz øz], (n. 11 iunie 1960, Cleveland, Ohio, SUA), cunoscut și ca Dr. Oz, este un medic cardiolog, autor, și prezentator de televiziune turc american (cu cetățenie dublă).
A apărut în cadrul mai multor emisiuni The Oprah Winfrey Show în 2004 și mai târziu la Larry King Live. În 2009, Harpo Productions și Sony Pictures au lansat The Dr. Oz Show, un program de televiziune zilnic cu specific medical.

## Biografie
S-a născut în Cleveland, Ohio, din părinții Suna și Mustafa Öz, care au emigrat din provincia Konya, Turcia. Mustafa Öz era din Bozkır, un mic oraș din Turcia. Mustafa Öz a obținut în 1955 o bursă care i-a permis să emigreze în Statele Unite ca medic rezident. Suna Öz (n. Atabay) provenea dintr-o familie înstărită din Istanbul.
Oz a urmat cursurile Tower Hill School din Wilmington, Delaware. În 1982 a absolvit Universitatea Harvard. În 1986 a obținut doctoratul în medicină și masteratul în administrarea afacerilor din partea Facultății de Medicină din Pennsylvania și a Școlii Wharton.
Din 2001 predă în cadrul departamentului de chirurgie al Universității Columbia. Este și director al Institutului de medicină cardiovasculară și complementară din cadrul Spitalului Prezbiterian din New York. Este autor a peste 400 de teze de cercetări și cărți de medicină. Face câte 250 de operații pe cord anual.
Revista Time l-a clasat pe locul al 44-lea în clasamentul „Cei mai influenți 100 oameni” din 2008.